# Svaroh
Svaroh är ett berg i Tjeckien.   Det ligger i regionen Plzeň, i den västra delen av landet, 140 km sydväst om huvudstaden Prag. Toppen på Svaroh är 1 333 meter över havet, eller 68 meter över den omgivande terrängen. Bredden vid basen är 1,2 km.
Terrängen runt Svaroh är huvudsakligen kuperad. Runt Svaroh är det ganska glesbefolkat, med 21 invånare per kvadratkilometer. Närmaste större samhälle är Nýrsko, 13,4 km norr om Svaroh. I omgivningarna runt Svaroh växer i huvudsak blandskog.